# القوات المسلحة البولندية

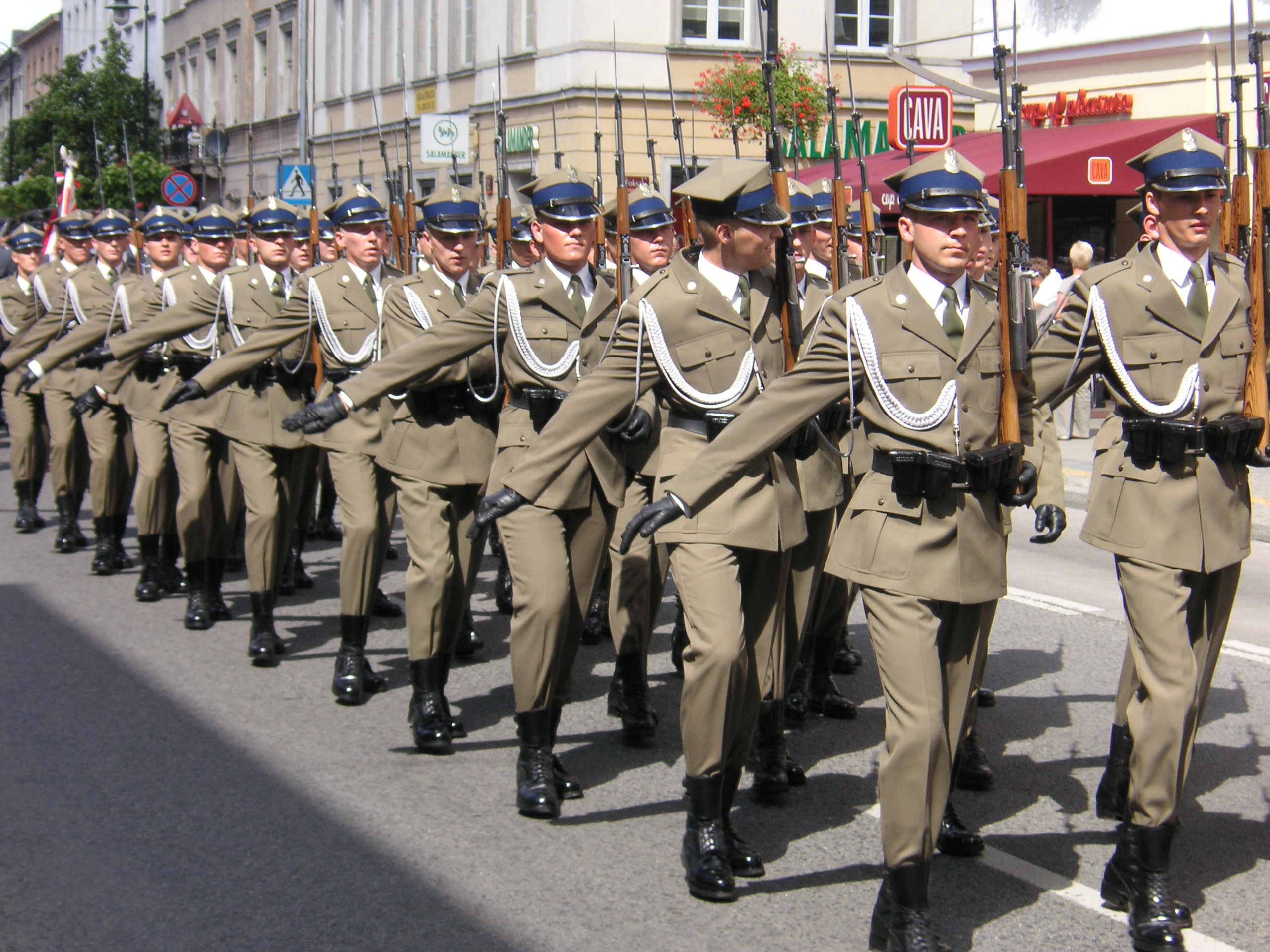
القوات المسلحة البولندية

القوات المسلحة البولندية وهي القوات المسلحة لدولة بولندا، والتي تأسست منذ القرن التاسع عشر ولا زالت هذه القوات تؤدي مهماتها حتى الآن في حماية بولندا، تتكون هذه القوات من القوات البرية البولندية ومن البحرية البولندية ومن القوات الجوية البولندية ومن القوات البولندية الخاصة وقوات وزارة الدفاع البولندية، في عام 2009 صنفت القوات البولندية بمرتبة ال20 دولياً كأقوى القوات في العالم، آخر العمليات التي قامت بها القوات البولندية هي إرسال قواتها للمحاربة في العراق وأفغانستان.